# HMS Glasgow foutdruk

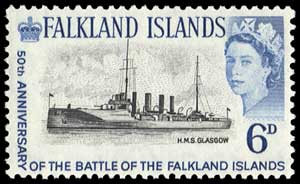

De HMS Glasgow foutdruk is een postzegeluitgifte van de Falklandeilanden uit 1964 ter herdenking van de Slag bij de Falklands in 1914.
Door een ontwerpfout is het verkeerde schip van de Britse marine op de postzegel afgebeeld, nl. HMS Glasgow in plaats van HMS Kent.
De Kent was een zware kruiser die als eerste de achtervolging van het Duitse eskader had ingezet.
De Glasgow was een lichte kruiser die eveneens bij deze zeeslag betrokken was.
Kennelijk is één vel met deze foutdruk opgestuurd naar een postzegelhandelaar in de Verenigde Staten, die de fout niet heeft gezien.
Waarschijnlijk is slechts één vel van 60 postzegels gedrukt, althans niet als drukuitschot vernietigd, waarvan 17 exemplaren bekend zijn.
In 2004, 2005 en 2006 zijn drie exemplaren geveild voor GBP 24.000, CHF 29.000 en GBP 30.355.
Audrey Hepburn-postzegel · Baden 9 kreuzer kleurfout blauwgroen · Bazeler duif · Benjamin Franklin 1c Z-grill · British Guiana 1c magenta · Curtiss Jenny kopstaand · Gele dom · HMS Glasgow foutdruk · Omgekeerde Dendermonde · Penny Black · Post Office Mauritius · Rode Mercurius · Sachsendreier · Schwarzer Einser · Tre skilling banco geel